# 恆星穿越
恆星穿越是恆星由望遠鏡的目鏡通過。

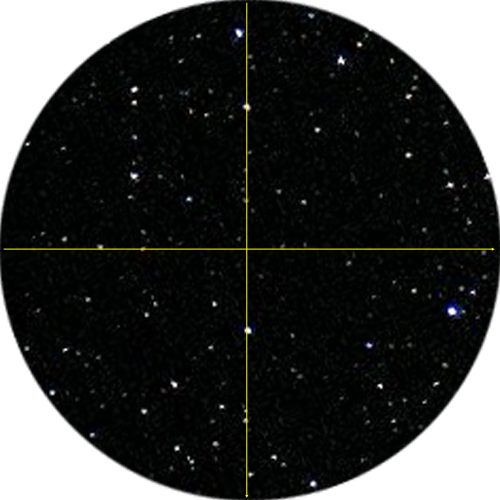
恆星穿越（刻劃2°，放大～10倍，有兩顆恆星通過垂直的細絲）。時間的精度可能在±0.5秒

精確的觀測恆星穿越在天文學和大地測量學是許多方法的基礎。測量可以用不同的方法進行：
1. 視覺（主要在1990年之前）：精確度在0.1"至2"（依儀器而異）；用數位鐘計時的精確度大約在0.05-0.2秒。
2. 使用CCD和電子光學感測器：與上面相同，但時間會比較精確。
3. 半自動儀器：攝影或"超人測微器"，通常比第一種好2倍。
4. 使用掃描器的方法：天文測量衛星，像是依巴谷衛星大約是0,01"。

## 文獻
- Karl Ramsayer, 1969: Geodätische Astronomie, Vol.2a of Handbuch der Vermessungskunde, 900 p., J.B.Metzler-Verlag Stuttgart.
- Ivan I. Mueller, 1969: Spherical and Practical Astronomy as applied to Geodesy, 610 p., Fred.Ungar publ., USA
- IAU Coll.48: Modern Astrometry, Egermann, University Vienna.